# Млака-при-Краню
Млака-при-Краню (словен. Mlaka pri Kranju) — поселення в общині Крань, Горенський регіон, Словенія. Висота над рівнем моря: 416,1 м.